# Medalla de Oro de la provincia de Segovia

Escudo de la Diputación Provincial de Segovia, que también empleado como escudo de la provincia de Segovia. Esta heráldica es portada por la medalla física que se regala a los condecorados.

La Medalla de Oro de la provincia de Segovia es una condecoración española que concede la Exma. Diputación Provincial de Segovia a personalidades o instituciones cuyo trabajo aporte beneficio a la investigación, difusión y protección de la historia y cultura de la provincia de Segovia, o bien otros símbolos que identifiquen de alguna manera a sus habitantes.
La primera medalla fue concedida en el año 1939, habiéndose repetido en 19 ocasiones, la última de ellas en el año 1991 a Juan de Borbón y Battenberg, conde de Barcelona y padre de Juan Carlos I, rey de España, quien fuera segoviano de nacimiento.

## Historia
La primera medalla fue concedida por el acuerdo en pleno del 17 de mayo de 1939 a Francisco Franco, y le fue entregada en mano con motivo de la visita del caudillo a la ciudad el 9 de febrero de 1946.
Tras ello se sucedieron los acuerdos de concesión, siendo condecoradas 16 personalidades. Además, se le otorgó la medalla a la Virgen de la Fuencisla, patrona de la ciudad, y a la Virgen del Henar, patrona de la Comunidad de Villa y Tierra de Cuéllar con motivo de su coronación canónica, siendo las dos únicas imágenes marianas en obtener esta distinción. Finalmente, la Academia de Artillería de Segovia es la única institución en la lista de condecorados.
En el año 2009 la agrupación local de Izquierda Unida inició los trámites para que le fuera retirada esta condecoración al dictador Francisco Franco Bahamonde, que le fue concedida por su condición de jefe del Estado español, con carácter excepcional para celebrar las fiestas del año de la Victoria, como forjador de la victoria que se celebra y como acto protocolario testimonial y graciable y sin sujeción a las formalidades exigidas en el reglamento. La agrupación de Izquierda Unida argumentó que era "inaceptable que una vez recuperadas, hace ya tanto tiempo, las libertades democráticas en nuestro país y máxime después de haber sido aprobada la Ley de Memoria Histórica por nuestro Parlamento, se mantenga vigente este acuerdo que supone una ignominia para la ciudad y mucho más teniendo un gobierno municipal socialista con mayoría absoluta".
La propuesta de su retirada fue aprobada en el pleno celebrado el 29 de marzo del mismo año, y reclamada la medalla a sus herederos o a la Fundación Francisco Franco.

## Medalla
La medalla física es una pieza de orfebrería bañada en oro, que contiene en su centro el escudo de la provincia de Segovia, que es a su vez el mismo que representa a la Exma. Diputación Provincial, que custodia las armas de los cinco partidos judiciales en los que se divide la provincia: el de Cuéllar, el de Riaza,  el de Santa María la Real de Nieva, el de Segovia y el de Sepúlveda. 
La pieza cuelga de un cordón doble de color oro y carmesí trenzado.

## Listado de condecorados
| Nombre                             | Fecha | Motivos o méritos                                                                                        |
| ---------------------------------- | ----- | --- |
| Francisco Franco Bahamonde         | 1939  | Jefe del Estado español (le fue retirada en 2009).                                                       |
| Virgen de la Fuencisla             | 1957  | Patrona de Segovia.                                                                                      |
| Blas Pérez González                | 1957  | |
| José Antonio Girón de Velasco      | 1957  | |
| Rafael Cavestany de Anduaga        | 1957  | |
| Pascual Marín Pérez                | 1958  | |
| Andrés Marín Martín                | 1961  | |
| Juan Murillo de Valdivia           | 1968  | |
| Adolfo Suárez González             | 1969  | |
| Daniel Llorente Federico           | 1970  | |
| Academia de Artillería de Segovia  | 1970  | |
| Juan de Contreras y López de Ayala | 1972  | |
| Virgen del Henar                   | 1972  | Patrona de la Comunidad de Villa y Tierra de Cuéllar, se le impuso con motivo de su coronación canónica. |
| Licinio de la Fuente de la Fuente  | 1973  | |
| Pío Cabanillas Gallas              | 1974  | |
| Mariano Pérez-Hickman Rey          | 1974  | |
| Modesto Fraile Poujade             | 1975  | Presidente de la Exma. Diputación Provincial de Segovia.                                                 |
| Agapito Marazuela Albornos         | 1978  | |
| Juan de Borbón y Battenberg        | 1991  | |